# Бајрам (Конектикат)
Бајрам (енгл. Byram) насељено је место без административног статуса у америчкој савезној држави Конектикат.

## Демографија
По попису из 2010. године број становника је 4.146.
| Група             | 2000.    | 2010.         |
| Белци             | 0 (0,0%) | 2.573 (62,1%) |
| Афроамериканци    | 0 (0,0%) | 128 (3,1%)    |
| Азијати           | 0 (0,0%) | 244 (5,9%)    |
| Хиспаноамериканци | 0 (0,0%) | 1.141 (27,5%) |
| Укупно            | 0        | 4.146         |